# Saison 1 de Touch
Chronologie
Saison 2
Cet article présente les treize épisodes de la première saison de la série télévisée américaine Touch.

## Synopsis
Un père découvre que son fils muet et autiste est capable de prédire l'avenir en manipulant intellectuellement des nombres.

## Distribution

### Acteurs principaux
- Kiefer Sutherland (VF : Patrick Béthune) : Martin Bohm
- David Mazouz (VF : Hervé Loeffler) : Jacob « Jake » Bohm
- Gugu Mbatha-Raw (VF : Fily Keita) : Clea Hopkins, assistante sociale
- Danny Glover (VF : Saïd Amadis) : professeur Arthur Teller, spécialisé dans l'autisme infantile (épisodes 1 à 6)

### Acteurs récurrents
- Roxana Brusso (VF : Marjorie Frantz) : Sheri Strapling[2]
- Catherine Dent (VF : Véronique Augereau) : Abigail Kelsey[3]
- Bodhi Elfman (VF : Yann Le Madic) : Avram
- Titus Welliver (VF : Jean-Louis Faure) : Randall Meade
- Jude Ciccolella (VF : Marcel Guido) : Arnie Klepper
- Deidrie Henry (VF : Odile Schmitt) : Maggie Miller

### Invités
- David de Lautour (en) (VF : Xavier Béja) : Simon Plimpton (épisodes 1 et 13)
- Samantha Whittaker : Nell Plimpton (épisode 1)
- Karen David : Kayla Graham (épisode 1)
- Shak Ghacha (VF : Charles Pestel) : Abdul Kozari (épisodes 1 et 4)
- Randall Batinkoff (VF : Sylvain Agaësse) : Patrick McGrath (épisode 2)
- Mark Ivanir (VF : Serge Faliu) : Yuri Andreev (épisode 2)
- Blake Shields (en) (VF : Ludovic Baugin) : le vendeur (épisode 2)
- Amy Sloan (en) (VF : Hélène Bizot) : Becca Klepper (épisode 2)
- Karan Soni (VF : Vincent de Bouard) : Ravi (épisode 2)
- Robert Patrick Benedict (VF : Laurent Morteau) : Walt King (épisodes 3 et 12)
- Graham Hamilton (VF : Alexandre Gillet) : Rush Middleton (épisode 3)
- Kiko Ellsworth (VF : Gilles Morvan) : Bobby Aresa (épisode 4)
- Sprague Grayden (VF : Laura Blanc) : Laura Davis (épisode 4)
- Josiah Early (VF : Philippe Valmont) : le pasteur Steve (épisode 4)
- Jamie Martz (VF : Sylvain Agaësse) : Sullivan (épisode 4)
- Amir Talai (VF : Taric Mehani) : Sami (épisode 5)
- Zuleyka Silver (en) (VF : Anne Tilloy) : Marisol Flores (épisode 5)
- Ron Yuan (en) (VF : Gilles Morvan) : Wember Hsu (épisode 5)
- Richardson Chery (VF : Pascal Vilmen) : Alexandre (épisode 5)
- Camille Chen (VF : Geneviève Doang) : Serena (épisode 6)
- Michelle Krusiec (VF : Natacha Muller) : Lanny Cheong (épisode 6)
- Eyal Podell (VF : Damien Boisseau) : le professeur Logan Coteweiler (épisode 7)
- Angela Gots : Stacey (épisode 7)
- Ravi Kapoor (en) : Cabbie (épisode 8)
- Anne Dudek : Allegra (épisode 8)
- Jim Piddock (VF : Gabriel Le Doze) : Dr Knox (épisode 8)
- Vincent Guastaferro (VF : Michel Mella) : Sal (épisode 8)
- Marisa Petroro : Ipolita (épisode 10)
- Scott Michael Campbell (en) : John Tenney (épisode 9)
- Katherine Kamhi (en) (VF : Laurence Bréheret) : Sharon Deluca (épisode 10)
- Sean Peavy (VF : Gabriel Bismuth-Bienaimé) : Tomer (épisode 10)
- Matthew Glave (VF : Mathieu Buscatto) : Frank Robbins (épisode 11)
- Maria Bello (VF : Sybille Tureau) : Lucy Robbins, la mère d'Amelia[4] (épisodes 11 et 12)
- Kai Braden (VF : Gabriel Bismuth-Bienaimé) : le skateboarder (épisode 12)

## Diffusions
La diffusion originale :
Aux États-Unis, l'épisode pilote a été diffusé le 25 janvier 2012, puis la diffusion s'est poursuivie du 22 mars au 31 mai 2012 sur Fox.
Au Canada, en simultané sur le réseau Global.
La diffusion francophone se déroule ainsi :
En Belgique, la série est diffusée depuis le 7 juin 2012 sur BeTV.
Au Québec, depuis le 25 septembre 2012 sur AddikTV.
- En Suisse, depuis le 31 mars 2013 sur RTS Un[8]

En France, depuis le 14 septembre 2013 au 5 octobre 2013 sur M6.

## Épisodes

### Épisode 1:Le Fil rouge du destin
- États-Unis /  Canada : 25 janvier 2012 sur Fox / Global
- Belgique : 7 juin 2012 sur BeTV[6]
- Québec : 25 septembre 2012 sur AddikTV[7]
- Suisse : 31 mars 2013 sur RTS Un
- France : 14 septembre 2013 sur M6

- États-Unis : 12,01 millions de téléspectateurs[9] (première diffusion)
- Canada : 1,52 million de téléspectateurs[10] (première diffusion)
- France : 3,54 millions de téléspectateurs (première diffusion)

### Épisode 2:1 + 1 = 3
- États-Unis /  Canada : 22 mars 2012 sur Fox / Global
- Belgique : 14 juin 2012 sur BeTV[6]
- Québec : 2 octobre 2012 sur AddikTV
- France : 14 septembre 2013 sur M6

- États-Unis : 11,81 millions de téléspectateurs[11] (première diffusion)
- Canada : 1,914 million de téléspectateurs[12] (première diffusion)
- France : 3,44 millions de téléspectateurs (première diffusion)

### Épisode 3:À l'abri
- États-Unis /  Canada : 29 mars 2012 sur Fox / Global
- Belgique : 21 juin 2012 sur BeTV[6]
- Québec : 9 octobre 2012 sur AddikTV
- France : 14 septembre 2013 sur M6

- États-Unis : 8,92 millions de téléspectateurs[13] (première diffusion)
- Canada : 1,228 million de téléspectateurs[14] (première diffusion)
- France : 2,96 millions de téléspectateurs (première diffusion)

- Robert Patrick Benedict (Walt King)

### Épisode 4:Cordes sensibles
- États-Unis /  Canada : 5 avril 2012 sur Fox / Global
- Belgique : 28 juin 2012 sur BeTV[6]
- Québec : 16 octobre 2012 sur AddikTV
- France : 21 septembre 2013 sur M6

- États-Unis : 7,15 millions de téléspectateurs[15] (première diffusion)
- France : 2,5 millions de téléspectateurs (première diffusion)

- Sprague Grayden (Laura)

### Épisode 5:Impasses
- États-Unis /  Canada : 12 avril 2012 sur Fox / Global
- Belgique : 5 juillet 2012 sur BeTV[6]
- Québec : 23 octobre 2012 sur AddikTV
- France : 21 septembre 2013 sur M6

- États-Unis : 8,17 millions de téléspectateurs[16] (première diffusion)
- France : 2,3 millions de téléspectateurs (première diffusion)

- Zuleyka Silver (Marisol)
- Rolando Molina (Hector)
- Amir Talai (Sami)
- Richardson Cherry (Alexandre)

### Épisode 6:Perdus, retrouvés
- États-Unis /  Canada : 19 avril 2012 sur Fox / Global
- Belgique : 12 juillet 2012 sur BeTV[6]
- Québec : 30 octobre 2012 sur AddikTV
- France : 21 septembre 2013 sur M6

- États-Unis : 7,32 millions de téléspectateurs[17] (première diffusion)
- France : 2,1 millions de téléspectateurs (première diffusion)

### Épisode 7:Bienvenue dans la noosphère
- États-Unis /  Canada : 26 avril 2012 sur Fox / Global
- Belgique : 19 juillet 2012 sur BeTV[6]
- Québec : 6 novembre 2012 sur AddikTV
- France : 28 septembre 2013 sur M6

- États-Unis : 6,43 millions de téléspectateurs[18] (première diffusion)
- France : 2,14 millions de téléspectateurs (première diffusion)

- Eyal Podell (professeur Logan)

### Épisode 8:Zone d'exclusion
- États-Unis /  Canada : 3 mai 2012 sur Fox / Global
- Belgique : 26 juillet 2012 sur BeTV[6]
- Québec : 13 novembre 2012 sur AddikTV
- France : 28 septembre 2013 sur M6

- États-Unis : 6,72 millions de téléspectateurs[19] (première diffusion)
- France : 1,8 million de téléspectateurs (première diffusion)

- Anne Dudek (Allegra)
- Tiya Sircar (Veronique / Nandu)

### Épisode 9:Musique des sphères
- États-Unis /  Canada : 10 mai 2012 sur Fox / Global
- Belgique : 2 août 2012 sur BeTV[6]
- Québec : 20 novembre 2012 sur AddikTV
- France : 28 septembre 2013 sur M6

- États-Unis : 6,84 millions de téléspectateurs[20] (première diffusion)
- France : 1,7 million de téléspectateurs (première diffusion)

- Scott Michael Campbell (John Tenney)
- Justin Louis (Felipe)
- Tre C. Roberts (Andres)

### Épisode 10:Schémas
- États-Unis /  Canada : 17 mai 2012 sur Fox / Global
- Belgique : 9 août 2012 sur BeTV[6]
- Québec : 27 novembre 2012 sur AddikTV
- France : 5 octobre 2013 sur M6

- États-Unis : 6,02 millions de téléspectateurs[21] (première diffusion)
- France : 2,08 millions de téléspectateurs (première diffusion)

- Sean Peavy (Tomer)
- Eden Modiano (Kamilah)

### Épisode 11:Gyre, première partie
- États-Unis : 31 mai 2012 sur Fox[22]
- Canada : 1er juin 2012 sur Global
- Belgique : 16 août 2012 sur BeTV[6]
- Québec : 4 décembre 2012 sur AddikTV
- France : 5 octobre 2013 sur M6

- États-Unis : 4,58 millions de téléspectateurs[23] (première diffusion)
- France : 2,01 millions de téléspectateurs (première diffusion)

- Maria Bello (Lucy)
- Bodhi Elfman (Avram)

### Épisode 12:Gyre, deuxième partie
- États-Unis : 31 mai 2012 sur Fox[22]
- Canada : 1er juin 2012 sur Global
- Belgique : 23 août 2012 sur BeTV[6]
- Québec : 11 décembre 2012 sur AddikTV
- France : 5 octobre 2013 sur M6

- États-Unis : 4,6 millions de téléspectateurs[23] (première diffusion)
- France : 1,95 million de téléspectateurs (première diffusion)

- Maria Bello (Lucy)
- Bodhi Elfman (Avram)

### Épisode 13:Retour vers le passé
- États-Unis /  Canada : 14 septembre 2012 sur Fox[1] / Global
- Belgique : 23 août 2012 sur BeTV
- France : 5 octobre 2013 sur M6
- Québec : 8 janvier 2014 sur AddikTV

- États-Unis : 3,07 millions de téléspectateurs[24]
- France : 1,71 million de téléspectateurs (première diffusion)

- David de Lautour (Simon)
- Satomi Okuno (Izumi Ito)
- May Miyata (Miyoko Sato)
- Slade Pearce (Aaron)
- Skyler Stone (DJ Oliver)
- Samantha Whittaker (Nell)
- John Getz (Henry Kittridge)
- Mary Stuart Masterson (Beth Cooper)
- William Ragsdale (Travis Cooper)
- James Handy (Lanford)
- Mark Kelly (Nick Fowler)
- Kathryna Purgal (Colleen)
- Julian Barnes (un docteur)
- Pippa Hinchley (le thérapeute)
- Wade Williams (Brayden, le mécanicien)